# All Your Fault Tour
All Your Fault Tour fue la gira debut de conciertos de la cantante y compositora estadounidense de origen albanés Bebe Rexha, para promover su álbum debut All Your Fault: Pt. 1 (2017). Incluyó conciertos en Norteamérica, Asia y Europa, siendo anunciada en enero e iniciada en marzo de 2017 en Estados Unidos y finalizada en mayo de ese mismo año en el Reino Unido.

## Antecedentes
El 24 de enero de 2017, Rexha anunció la gira a través de las redes sociales. Rexha también reveló que una tanda de la segunda parta de la gira con todas las fechas internacionales se anunciarán en algunos días. "Voy a tantos países como sea posible para mis #Rexhars", escribió en Twitter. El 27 de enero de 2017 se anunció que la gira se trasladará de Mod Club a Phoenix Concert Theatre para acomodarse a más personas. Del mismo modo, a finales de marzo se anunciaron las fechas europeas de la gira. Del mismo modo, en abril de 2017 fue anunciada la visita de la cantante a Dubái.

## Actos de apertura
- Daniel Skye & Spencer Ludwig (Norteamérica)

## Repertorio
1. "Bad Bitch"
2. "Gateway Drug"
3. "Me, Myself & I"
4. "Atmosphere"
5. "Small Doses"
6. "In The Name of Love"
7. "Take Me Home"
8. "I'm Gonna Show You Crazy"
9. "Can't Stop Drinking About You"
10. "F.F.F."
11. "Hey Mama"
12. "The Monster"
13. "No Broken Hearts"

Encore
1. "I Got You"

## Fechas
| Fecha               | Ciudad           | País                   | Lugar                   |
| ------------------- | ---------------- | ---------------------- | ----------------------- |
| Norte América       |                  |                        |                         |
| 1 de marzo de 2017  | Dallas           | Estados Unidos         | Trees Dallas            |
| 2 de marzo de 2017  | Houston          | Estados Unidos         | House of Blues          |
| 3 de marzo de 2017  | Austin           | Estados Unidos         | Emo's                   |
| 6 de marzo de 2017  | Phoenix          | Estados Unidos         | LiveWire                |
| 8 de marzo de 2017  | Los Ángeles      | Estados Unidos         | Fonda                   |
| 9 de marzo de 2017  | Santa Ana        | Estados Unidos         | The Observatory         |
| 11 de marzo de 2017 | San Francisco    | Estados Unidos         | Regency Ballroom        |
| 13 de marzo de 2017 | Portland         | Estados Unidos         | Wonder Ballroom         |
| 14 de marzo de 2017 | Seattle          | Estados Unidos         | The Crocodile           |
| 16 de marzo de 2017 | Salt Lake City   | Estados Unidos         | The Depot               |
| 17 de marzo de 2017 | Denver           | Estados Unidos         | Larimer Lounge          |
| 19 de marzo de 2017 | Mineápolis       | Estados Unidos         | Fine Line Music Café    |
| 20 de marzo de 2017 | Chicago          | Estados Unidos         | Metro Chicago           |
| 22 de marzo de 2017 | Detroit          | Estados Unidos         | Magic Stick             |
| 23 de marzo de 2017 | Toronto          | Canadá                 | Phoenix Concert Theatre |
| 24 de marzo de 2017 | Montreal         | Canadá                 | Belmont                 |
| 26 de marzo de 2017 | Filadelfia       | Estados Unidos         | Underground Arts        |
| 27 de marzo de 2017 | Boston           | Estados Unidos         | Sinclair                |
| 29 de marzo de 2017 | Nueva York       | Estados Unidos         | Irving Plaza            |
| 30 de marzo de 2017 | Washington D. C. | Estados Unidos         | U Street                |
| 31 de marzo de 2017 | Brooklyn         | Estados Unidos         | Warsaw                  |
| Asia                |                  |                        |                         |
| 28 de abril de 2017 | Dubái            | Emiratos Árabes Unidos | Autism Rocks Arena      |
| Europa              |                  |                        |                         |
| 1 de mayo de 2017   | Amberes          | Bélgica                | Trix Main Hall          |
| 2 de mayo de 2017   | Colonia          | Alemania               | Kantine                 |
| 3 de mayo de 2017   | Ámsterdam        | Países Bajos           | Paradiso                |
| 9 de mayo de 2017   | Milán            | Italia                 | Fabrique                |
| 13 de mayo de 2017  | Madrid           | España                 | Puerta del Ángel        |
| 14 de mayo de 2017  | Barcelona        | España                 | Razzmatazz              |
| 16 de mayo de 2017  | París            | Francia                | Yoyo                    |
| 18 de mayo de 2017  | Londres          | Reino Unido            | Koko                    |

### Asistencia
| Lugar            | Ciudad           | Boletos vendidos/disponibles |
| ---------------- | ---------------- | ---------------------------- |
| Trees Dallas     | Dallas           | 600/600                      |
| Fonda            | L.A.             | 1200/1200                    |
| Regency Ballroom | San Francisco    | 1423/1423                    |
| Wonder Ballroom  | Portland         | 778/778                      |
| Denver           | Larimer Lounge   | 250/250                      |
| Irving Plaza     | New York City    | 1025/1025                    |
| U Street         | Washington D. C. | 500/500                      |

### Cancelamientos
| Ciudad, País  | Lugar       | Motivo         |
| ------------- | ----------- | -------------- |
| Zúrich, Suiza | Komplex 457 | Por enfermedad |